# كلة سكان (تشابهار)
كلة سكان (بالفارسية: کله سکان) هي قرية تقع في البلدة المركزية في إيران. يقدر عدد سكانها بـ 771 نسمة بحسب إحصاء 2016.